# Mateusz Morawiecki
Mateusz Jakub Morawiecki (sinh ngày 20 tháng 6 năm 1968) là một chính trị gia Ba Lan, quản lý ngân hàng, kinh tế, luật sư, sử gia hiện nay là Thủ tướng Chính phủ, Bộ trưởng Bộ Phát triển và Bộ Tài chính Ba Lan. Ông từng làm Phó Thủ tướng, Bộ trưởng Bộ Phát triển và Bộ Tài chính trong nội các của Beata Szydło. Ông cũng từng giữ chức vụ Chủ tịch Ngân hàng BZWBK (Bank Zachodnia WBK) của Ba Lan từ năm 2007 đến năm 2015, nay ngân hàng này đã sáp nhập vào ngân hàng Santander của Tây Ban Nha.

## Tuổi thơ và học vấn
Mateusz Morawiecki sinh ngày 20 tháng 6 năm 1968, con trai của Kornel Morawiecki. Hai trong số các dì của ông thuộc dòng Do Thái, và một trong số họ đã được cứu trong Holocaust bởi một Người Công bình trong số Các quốc gia. Năm 12 tuổi, Morawiecki đã hoạt động trong phe đối lập chống lại cộng sản Ba Lan, tham gia vào quá trình sao chép bất hợp pháp những cuốn sách nhỏ chính trị. Vào tháng 8 năm 1980, ông đã dán bản in của tờ "Lower Silesia Bulletin" trên khắp các đường phố của Wrocław. Bản in này chứa một danh sách các Yêu cầu của Gdańsk cũng như một cuộc gọi cho một cuộc đình công chung để ủng hộ các cuộc biểu tình ở bờ biển phía bắc. Sau khi được thông báo, ông trở thành nhà in và phân phối các tạp chí Solidarity dưới lòng đất. Mặc dù bị cảnh sát bắt giữ nhiều lần và đánh đập, ông vẫn tham gia vào các cuộc biểu tình chính trị cho đến cuối những năm 1980. Ông là biên tập viên của "Lower Silesia Bulletin" và là một nhà hoạt động của Hiệp hội Sinh viên Độc lập. Năm 1988 và 1989, ông tham gia vào một cuộc đình công nghề nghiệp tại Đại học Wroclaw. Ông là một trong những người tổ chức Câu lạc bộ Tư tưởng Chính trị "Tự do và Vĩnh biệt. Morawiecki là một cựu sinh viên của Đại học Wrocław (lịch sử, 1992), Đại học Công nghệ Wrocław (1993), Đại học Kinh tế Wrocław (quản trị kinh doanh, 1995), Đại học Hamburg (Luật Châu Âu và hội nhập kinh tế, 1995-1997) và Đại học Basel (Nghiên cứu Châu Âu, 1995-1997). Tại Wrocław Tech, ông theo học tại Đại học Central Connecticut State và hoàn thành chương trình đào tạo cao cấp tại trường Quản trị Kellogg của Đại học Northwestern.

## Sự nghiệp
Năm 1991, Morawiecki bắt đầu làm việc cho Cogito Co., cũng như đồng tác tạo hai công ty xuất bản, Reverentia và Enter Marketing-Publishing. Cùng năm đó ông đồng sáng lập tạp chí "Dwa Dni" (Hai Ngày). Sau đó ông trở thành người quản lý và biên tập viên của ấn bản đó. Năm 1995, ông hoàn thành chương trình thực tập tại Deutsche Bundesbank trong Phân tích tín dụng, Tái cấu trúc Tài chính, Giám sát Ngân hàng cũng như Giám sát Thị trường Tài chính. Từ năm 1996 đến năm 1997, ông lãnh đạo nghiên cứu ngân hàng và kinh tế vĩ mô tại Đại học Frankfurt. Năm 1998, với tư cách là Phó Giám đốc của Vụ đàm phán gia nhập Ủy ban Hội nhập Châu Âu, ông giám sát và tham gia vào các cuộc đàm phán gia nhập Liên minh Châu Âu tại nhiều lĩnh vực, bao gồm cả tài chính.
Cùng với Frank Emmert, ông là tác giả của cuốn sách giáo khoa đầu tiên trong lĩnh vực "Luật Liên minh châu Âu" được xuất bản tại Ba Lan.
Từ năm 1996 đến năm 2004, ông làm giảng viên tại Đại học Kinh tế tại Wrocław, và từ năm 1996 đến năm 1998 cũng tại trường Đại học Công nghệ. Ông là một thành viên của các cố vấn chính sách tại nhiều cơ sở giáo dục đại học. Từ năm 1998 đến năm 2001, ông là thành viên ban giám sát của Công ty Điện lực Wałbrzych, Dialog (cơ quan cung cấp dịch vụ điện thoại nội hạt), cũng như Cơ quan Phát triển Công nghiệp. Ông là thành viên của Hội đồng vùng Hạ Silesian từ năm 1998 đến năm 2002.
Từ tháng 11/1998, ông làm việc cho BZWBK (Tập đoàn Ngân hàng TNHH một thành viên Tập đoàn Santander), nơi ông bắt đầu sự nghiệp làm Phó Chủ tịch Ban Kiểm soát, cũng như giám sát của Phòng Phân tích Kinh tế và Phòng Thương mại Quốc tế. Năm 2001, ông trở thành Giám đốc điều hành, cũng như thành viên Hội đồng quản trị. Từ năm 2007, Morawiecki là Chủ tịch của Ngân hàng BZWBK của Ba Lan, nay đã sáp nhập với ngân hàng Santander của Tây Ban Nha.
Ông cũng là Lãnh sự danh dự của Ireland tại Ba Lan, phục vụ từ năm 2008. Trong năm 2013, Morawiecki đã được trao tặng Cross of Freedom and Solidarity. Ông cũng đã được trao nhiều giải thưởng khác của các tổ chức như các câu lạc bộ kinh tế, trường đại học, các công ty xuất bản, và các tổ chức văn hoá quốc gia.
Kể từ ngày 16 tháng 11 năm 2015 Morawiecki đã được bổ nhiệm làm Phó Thủ tướng Chính phủ và Bộ trưởng Phát triển trong nội các của Beata Szydło. Cho đến năm 2016, ông không tham gia đảng phái nào. Đến tháng 3 năm 2016, ông tham gia Đảng Luật và Công lý.

### Bộ trưởng Tài chính (2016 – 2017)
Ngày 28 tháng 9 năm 2016, Morawiecki được bổ nhiệm làm Bộ trưởng Tài chính và trở thành một trong những thành viên quyền lực nhất của chính phủ Beata Szydło, chịu trách nhiệm về ngân sách, tài chính của chính phủ, các quỹ của EU và chính sách kinh tế tổng thể.
Đầu năm 2016, Morawiecki phác thảo kế hoạch đầy tham vọng về phát triển có trách nhiệm, được gọi là "Kế hoạch Morawiecki" nhằm kích thích tăng trưởng kinh tế và tăng doanh thu để tài trợ cho các kế hoạch chi tiêu hào phóng của chính phủ, bao gồm chương trình trợ cấp trẻ em "Family 500+" tất cả các gia đình có từ hai con trở lên.
Vào ngày 18 và 19 tháng 5 năm 2017, Morawiecki đã tham dự cuộc họp của các bộ trưởng tài chính G20 tại Baden-Baden với tư cách là đại diện đầu tiên của hội nghị thượng đỉnh Ba Lan này trong lịch sử.

### Thủ tướng (2017– 2023)
Ngày 7 tháng 12 năm 2017, Morawiecki được chỉ định làm Thủ tướng Ba Lan. Vào ngày 11 tháng 12, ông tuyên thệ nhậm chức.

## Cuộc sống cá nhân
Ông kết hôn với vợ Iwona và có bốn người con: Aleksandra, Jeremiasz, Ignacy và Magda.